# Pochoduj nebo zemři
Pochoduj nebo zemři (v anglickém originále March or Die) je britský dramatický film z roku 1977. Režisérem filmu je Dick Richards. Hlavní role ve filmu ztvárnili Gene Hackman, Terence Hill, Catherine Deneuve, Max von Sydow a Ian Holm.

## Obsazení
| Gene Hackman      | William Sharman Foster |
| Terence Hill      | Marco Segrain          |
| Catherine Deneuve | Simone Picard          |
| Max von Sydow     | Francois Marneau       |
| Ian Holm          | El Krim                |
| Jack O’Halloran   | Ivan                   |
| Rufus             | Triand                 |
| Marcel Bozzuffi   | Fontaine               |
| Jean Champion     | ministr                |